# Kasimo
Kasimo, właśc. Ignatius Joseph Kasimo Hendrowahyono (ur. 10 kwietnia 1900 w Yogyakarcie, zm. 1 sierpnia 1986 w Dżakarcie) – indonezyjski polityk, założyciel oraz przewodniczący (1945–1960) Partii Katolickiej. W latach 1948–1950 pełnił funkcję ministra handlu oraz ministra rolnictwa Republiki Indonezji.